# Antz
Antz er en amerikansk computeranimeret eventyr- og komediefilm fra DreamWorks Pictures og udgivet af United International Pictures i USA den 20. November 1998.

## Handling
Z-4195 eller "Z" er en neurotisk og pessimistisk arbejdermyre, der hader ensformigheden og længes efter realisere sin drøm om at opleve et anderledes liv. Da han en dag møder prinsessen Bala, er hans skæbne beseglet - og myretuen bliver adrig den samme igen.

## Medvirkende
| Rolle            | Engelske skuespillere | Danske skuespillere                                                                             |
| ---------------- | --------------------- | ----------------------------------------------------------------------------------------------- |
| Z                | Woody Allen           | Søren Sætter-Lassen                                                                             |
| Prinsesse Bala   | Sharon Stone          | Vibeke Hastrup                                                                                  |
| korporal Weaver  | Sylvester Stallone    | Jens Jørn Spottag                                                                               |
| general Mandible | Gene Hackman          | Lasse Lunderskov                                                                                |
| oberst cutter    | Christopher Walken    | Peter Zhelder                                                                                   |
| Dronningen       | Anne Bancroft         | Kirsten Olesen                                                                                  |
| Barbatus         | Danny Glover          | Dick Kaysø                                                                                      |
| Azteka           | Jennifer Lopez        | Trine Dyrholm                                                                                   |
| Chip             | Dan Aykroyd           | Nis Bank-Mikkelsen                                                                              |
| Muffy            | Jane Curtin           | Bente Eskesen                                                                                   |
| I mindre roller  |                       | - Peter Aude - Vibeke Dueholm - Pauline Rehné - Peter Røschke - Lars Thiesgaard - Søren Ulrichs |

## Ekstern henvisning
- Antz på Internet Movie Database (engelsk)
- Antz på Filmdatabasen
- Antz i Svensk Filmdatabas (svensk)
- Antz på AlloCiné (fransk)
- Antz på MovieMeter (nederlandsk)
- Antz på AllMovie (engelsk)
- Antz hos Behind The Voice Actors (engelsk)
- Antz på Turner Classic Movies (engelsk)
- Antz på The Movie Database (engelsk)
- Antz på Rotten Tomatoes (engelsk)